# Ellen Ueberschär

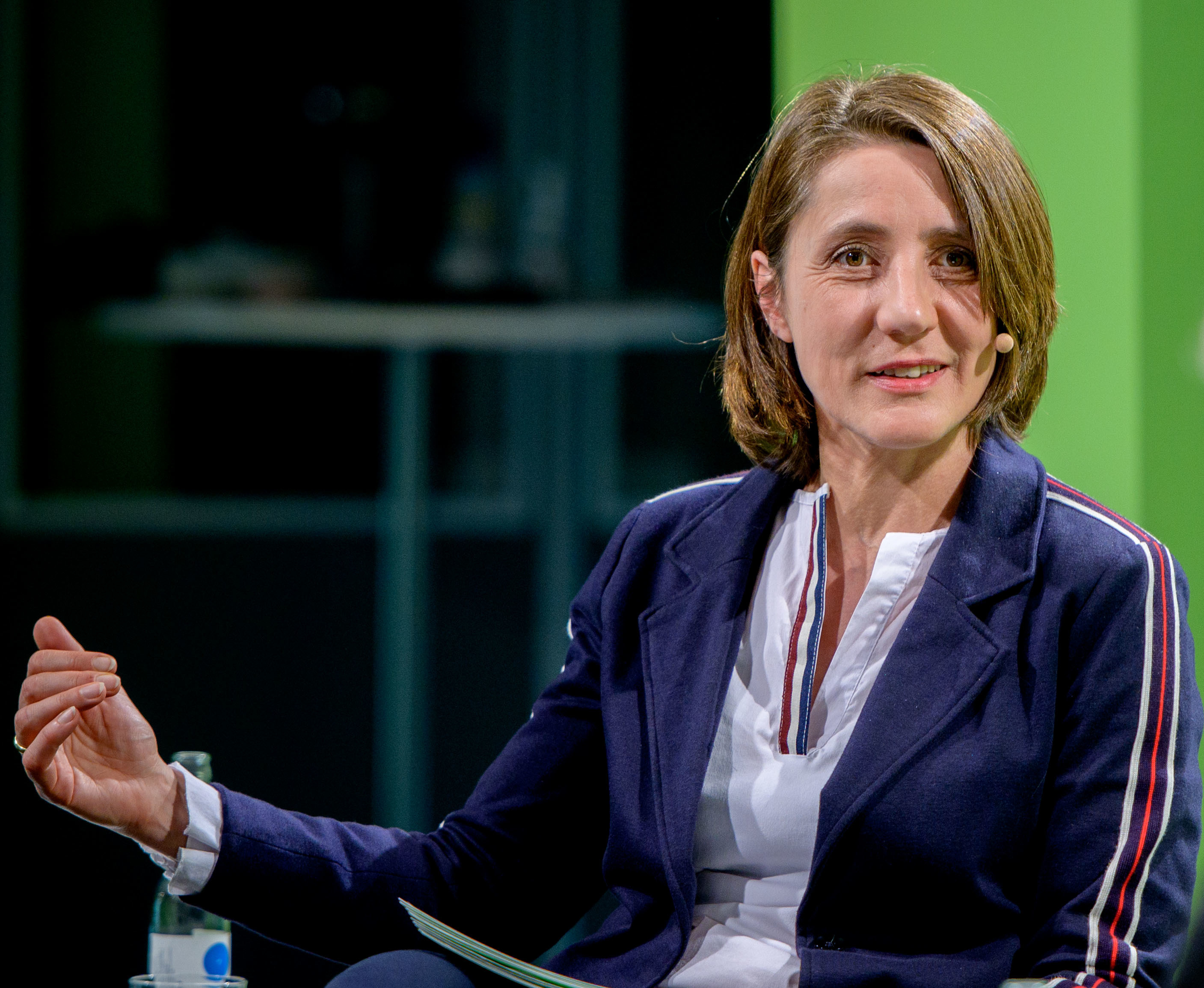
Ellen Ueberschär (2021)

Ellen Ueberschär (* 1967 in Ost-Berlin) ist eine deutsche evangelische Theologin. Seit 2022 ist sie eine von drei Vorständen der Stephanus-Stiftung in Berlin-Weißensee.

## Leben
Ueberschär wuchs in Berlin-Pankow auf und wollte zunächst Medizin studieren, was ihr aber staatlicherseits verweigert wurde. Sie durchlief zunächst eine Ausbildung als Facharbeiterin für Datenverarbeitung und begann 1988 ein Studium der Theologie am Sprachenkonvikt Berlin. Das Studium setzte sie in Heidelberg und Berlin fort und legte 1995 das Erste Theologische Examen ab. Zugleich arbeitete sie im von der Arbeitsgemeinschaft der Evangelischen Jugend Deutschlands getragenen Forschungsprojekt „Geschichte der Evangelischen Jugendarbeit in zwei deutschen Staaten“ mit.
Von November 1995 bis März 1997 war Ueberschär Stipendiatin der Studienstiftung des deutschen Volkes. Bis 2001 arbeitete sie als wissenschaftliche Mitarbeiterin im Bereich Theologie der Universität Marburg. Dort promovierte sie 2002 zu einem Thema kirchlicher Zeitgeschichte und wurde für die Dissertation mit dem Promotionspreis der Universität Marburg ausgezeichnet.
Während ihres Vikariats arbeitete Ellen Ueberschär unter anderem an der Evangelischen Akademie zu Berlin im Bereich Zeitgeschichte und Politik.
Von 2004 bis 2006 war Ellen Ueberschär Studienleiterin für Theologie, Ethik und Recht in der Ev. Akademie Loccum. Von 2006 bis 2017 war sie Generalsekretärin des Deutschen Evangelischen Kirchentages in Fulda. Am 10. Januar 2013 kandidierte sie als Präses der Evangelischen Kirche im Rheinland als Nachfolgerin von Nikolaus Schneider, gewählt wurde jedoch Manfred Rekowski. Zwischen Juli 2017 und März 2022 gehörte sie neben dem langjährigen Mitglied Barbara Unmüßig dem Vorstand der Heinrich-Böll-Stiftung an. Seit Juni 2022 ist Ueberschär Mitglied im Vorstand der Stephanus-Stiftung in Berlin-Weißensee, einer diakonischen Einrichtung, die vorwiegend in der Betreuung von pflegebedürftigen und geistig behinderten Menschen tätig ist. Dabei verantwortet sie vor allem die Themen Strategisches Personalmanagement, Unternehmens- und Strategieentwicklung sowie Nachhaltigkeit.
Im Januar 2021 verfasste sie mit einem breit getragenen Bündnis von Publizisten, wie Thomas Kleine-Brockhoff und Diplomaten wie Boris Ruge, anlässlich der Inauguration von Joe Biden einen Aufruf, der eine ambitioniertere deutsche Außenpolitik gegenüber den USA forderte. Darin tritt sie für eine stärkere Einbindung der Zivilgesellschaft und des Klimaschutzes ein. Der Aufruf löste eine öffentliche Debatte aus, da sich die Autoren darin, gegen die Linie der Partei Bündnis 90/Die Grünen, für die nukleare Teilhabe als Teil des transatlantischen Verhältnisses und weitere sicherheitspolitische Forderungen aussprechen.
Ellen Ueberschär ist verheiratet und hat ein Kind.

## Ehrenämter

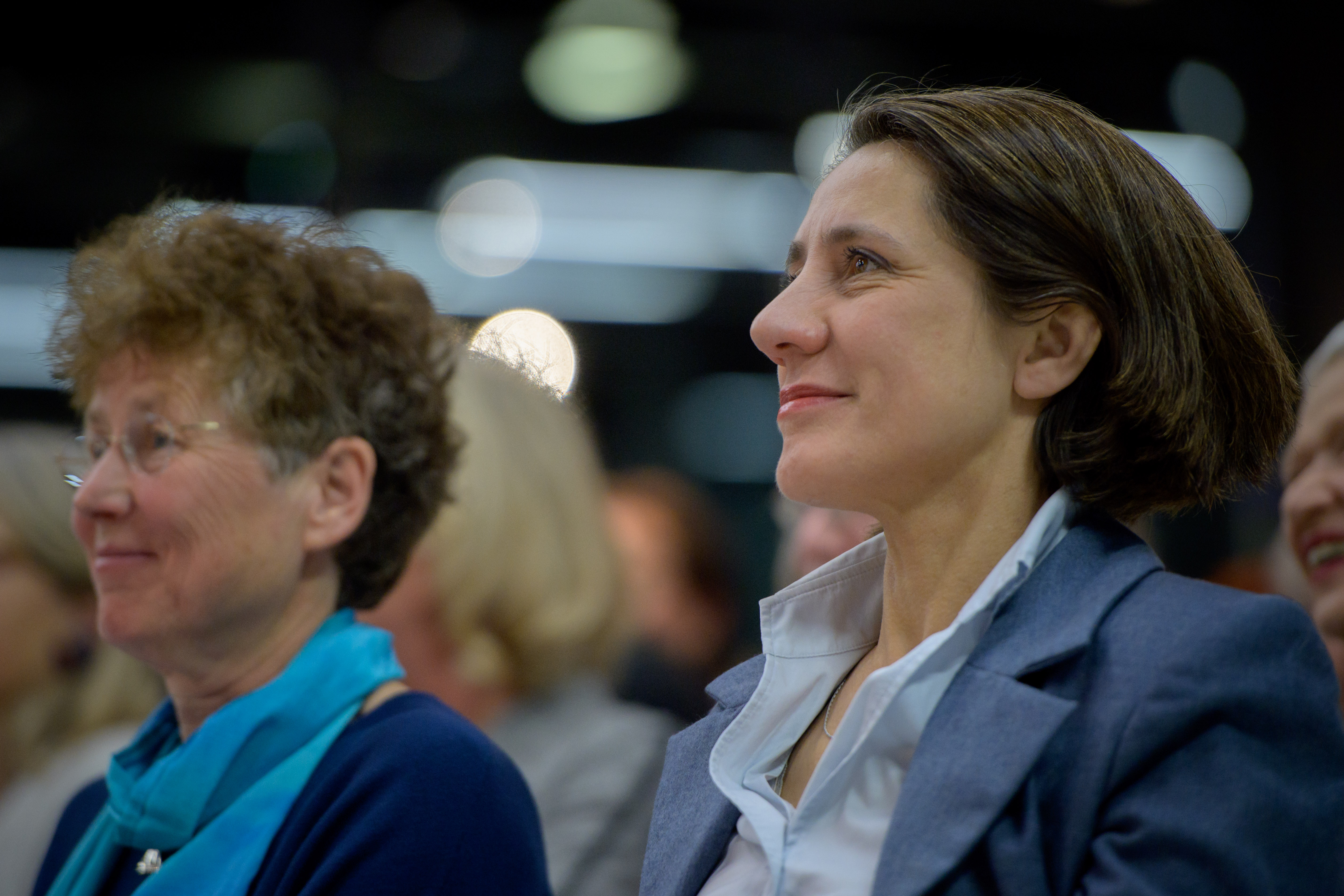
Ellen Ueberschär (2019)

Ueberschär war von 1983 bis 1993 ehrenamtlich im Stadtjugendkonvent in Berlin tätig (heute die Landesjugendversammlung der Evangelische Jugend Berlin-Brandenburg-schlesische Oberlausitz) und arbeitete von 1990 bis 1992 im „Kuratorium für einen demokratisch verfassten Bund deutscher Länder“ mit. In den Jahren 1987 bis 1993 und erneut seit 2001 war sie berufene Synodale der Landessynode der Berlin-Brandenburgischen Kirche. Von 2004 bis 2012 gehörte sie der Mitgliederversammlung der Heinrich-Böll-Stiftung an, die der Partei Bündnis 90/Die Grünen nahesteht. Von 2003 bis 2009 war sie Mitglied der Synode der Evangelischen Kirche in Deutschland.

## Veröffentlichungen
- Junge Gemeinde im Konflikt. Evangelische Jugendarbeit in SBZ und DDR 1945–1961, Kohlhammer, Stuttgart 2003, ISBN 3-17-017898-9 (überarbeitete Ausgabe ihrer Dissertation).
- Der lange Atem der kirchlichen Jugendarbeit? Repression von Freizeiten und Rüstzeiten, in: Horst Dähn und Helga Gotschlich (Hgg.): Und führe uns nicht in Versuchung … – Jugend im Spannungsfeld von Staat und Kirche in der SBZ/DDR 1945–1989, 1998
- Weibliche Jugendarbeit in der DDR. In: Ute Gause, Barbara Heller und Jochen-Christoph Kaiser (Hrsg.): Starke fromme Frauen? Eine Zwischenbilanz konfessioneller Frauenforschung heute. Evangelische Akademie, Hofgeismar 2000, ISBN 3-89281-229-2.
- Entkirchlichung und Verkirchlichung – die evangelische Jugendarbeit in der DDR der 1950er Jahre, in: Norbert Friedrich und Traugott Jähnichen (Hgg.): Gesellschaftspolitische Neuorientierungen des Protestantismus in der Nachkriegszeit, 2001
- Lebensart und Sterbenskunst – Paul Gerhardt (mit Susanne Weichenhan), 2003
- Pilgerschritte – neue Spiritualität auf uralten Wegen. Evangelische Akademie Loccum, Rehburg-Loccum 2005, ISBN 3-8172-0205-9.
- Fürchtet euch nicht! Frauen machen Kirche, Kreuz, Freiburg 2012, ISBN 978-3-451-61123-0.
- Religiös & ruhelos. Die Zukunft des Christentums ist politisch. Kreuz, Hamburg 2017, ISBN 978-3-946905-02-8.